# L'Opinion publique
Pour les articles homonymes, voir L'Opinion publique (homonymie).
Pour plus de détails, voir Fiche technique et Distribution.
L'Opinion publique (A Woman of Paris dans la version originale) est un film américain réalisé par Charles Chaplin en 1923 et le premier dans lequel il ne figure pas en tant qu'acteur.

## Synopsis
Deux jeunes amoureux se fréquentent contre l'avis de leurs familles respectives et décident de quitter la province pour Paris. Tandis que Marie s'impatiente à la gare, Jean, impuissant, assiste à la mort de son père à la suite d'une violente dispute. Jean rate Marie à la gare et celle-ci part donc seule et dépitée pour la capitale. Un an plus tard, installé avec sa mère à Paris, Jean retrouve par hasard celle qu'il a follement aimée. Entretemps, elle a fait la conquête du Paris chic et est courtisée par le riche Pierre Revel…

## Autour du film
Situé entre Le Kid et La Ruée vers l'or, L'Opinion publique marque un tournant artistique dans la carrière de Chaplin. En dépit des critiques enthousiastes de la presse internationale, c’est le premier échec commercial d’un auteur jusque-là adulé par les foules. Non seulement, fait sans précédent, Chaplin n’apparaît pas à l’image (excepté un bref caméo en tant que portier dans la scène de la gare) mais « circonstance aggravante » le film est un drame qui évite résolument le burlesque auquel Chaplin avait accoutumé le public.
Le recours à de nouvelles techniques de langage est remarquable par rapport aux films précédents de Chaplin : utilisation des personnages hors champ, raffinement dans l'utilisation de l’ellipse, construction minimaliste du récit, absence d’effets scéniques, noirceur du propos, sobriété du jeu des acteurs,. 
Le public de l'époque, qui fut déconcerté par ce film « sérieux » et l’absence de son héros à l’image, bouda la sortie. Chaplin en fut extrêmement déprimé. Vexé, il fit retirer le film de l’affiche et  ne le ressortit en salle qu’en 1976, un an avant sa mort.[réf. nécessaire]
Il s'agit également du premier film de Chaplin dans sa société de production United Artists.

## Fiche technique
- Titre français : L'Opinion publique
- Titre original: A Woman of Paris
- Réalisation : Charles Chaplin, assisté de A. Edward Sutherland (non crédité)
- Scénario : Charles Chaplin
- Sociétés de production : Regent - United Artists
- Producteurs : Charles Chaplin
- Musique : Charles Chaplin (pour la re-sortie en 1976) et Louis F. Gottschalk (musique originale, non crédité)
- Directeur de la photographie : Roland Totheroh
- Montage :
- Pays de production :  États-Unis
- Format : 35 mm, 1.33:1 (noir et blanc, mono/muet)
- Genre : Drame et romance
- Durée : 78 minutes (version originale : 93 minutes)
- Date de sortie : 26 septembre 1923 (États-Unis)
- Tous publics

## Distribution
- Edna Purviance : Marie Saint Clair
- Clarence Geldart : le père de Marie
- Carl Miller : Jean Millet
- Lydia Knott : la mère de Jean
- Charles K. French : le père de Jean
- Adolphe Menjou : Pierre Revel
- Betty Morrissey : Fifi
- Malvina Polo : Paulette
- Harry Northrup (non crédité) : le valet de Revel
- Nellie Bly Baker (non créditée) : une masseuse
- Charlie Chaplin : caméo

## Récompense

### Kinema Junpō
| Année     | Récompense                       | Reçue | Référence |
| --------- | -------------------------------- | ----- | --------- |
| 1924 (ja) | Prix du meilleur film artistique | ✔️    | [ 6 ]     |